# 1983 en Nouvelle-Écosse
Chronologie de la Nouvelle-Écosse
- 1979
- 1980
- 1981
- 1982
- 1983
- 1984
- 1985
- 1986
- 1987

Cette page concerne des événements d'actualité qui se sont produits durant l'année 1983 dans la province canadienne de la Nouvelle-Écosse.

## Politique
- Premier ministre : John Buchanan
- Chef de l'Opposition :
- Lieutenant-gouverneur : John Elvin Shaffner
- Législature :

## Naissances

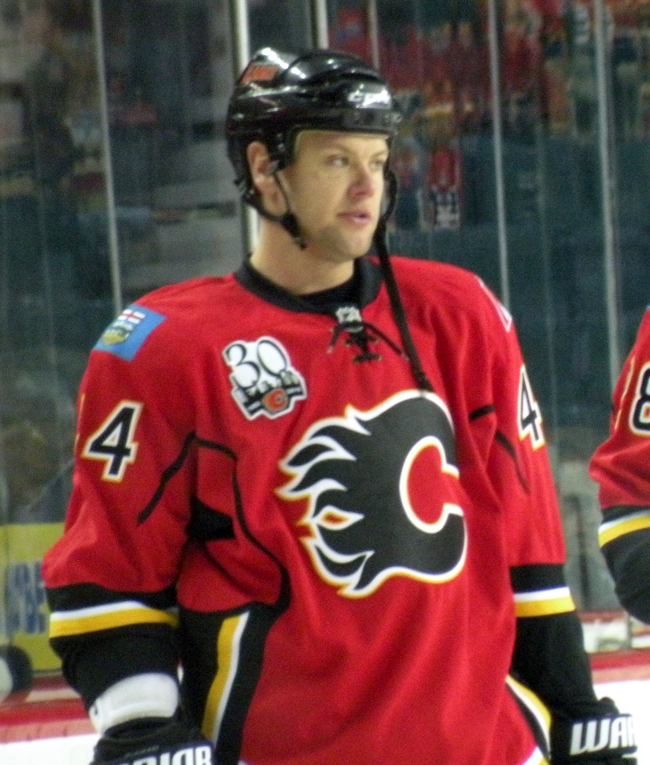
Aaron Johnson

- 30 avril : Aaron Johnson (né à Port Hawkesbury) est un joueur professionnel de hockey sur glace canadien[1].